# صيغة جيدة التكوين
صيغة حسنة البناء أو جيدة التكوين (بالإنجليزية: Well-formed formula)‏ واختصاراً (بالإنجليزية: WFF)‏ إحدى الصيغ البسيطة المُستخدمة في المنطق الرياضي والمنطق الافتراضي والمنطق الأصلي وهي سلسلة محدودة من االرموز التابعة لأبجدية معينة والتي تكون جزء من لغة رسمية. يمكن التعرف على اللغة الرسمية من خلال مجموعة الصيغ، والصيغة هي كائن يحوي معنى دلالي عن طريق التفسير. تًستخدم الصيغ بطريقتين رئيسيتين في منطق الافتراض ومنطق الرتبة الأولى.

## مقدمة
يتمثل أحد الاستخدامات الرئيسية للصيغ في منطق الافتراض والمنطق الأصلي باعتبار الصيغة سلسلة من الرموز التي السؤال حدث منطقي هل φ صحيح؟، إذا أُنئ أي متغيرات حُرّة في φ يُنشئ متغيرات مقابلة لها في المنطق الرسمي، يمكن تمثيل البراهين بتسلسل الصيغ بخصائص معينة والصيغة النهائية هي ما يُثبت.
على الرغم من أن مصطلح «الصيغة» يمكن استخدامه للعلامات المكتوبة (على سبيل المثال ، على قطعة من الورق أو السبورة)، إلا أنّه يُفهم بشكل أكثر دقة على أنه تسلسل الرموز التي يتم التعبير عنها مع كون العلامات مثالاً مميزاً للصيغة. وبالتالي يمكن كتابة نفس الصيغة أكثر من مرة، وقد تكون الصيغة من حيث المبدأ طويلة جداً بحيث لا يمكن كتابتها على الإطلاق داخل الكون المادي.
الصيغ نفسها هي كائنات نحوية. تُعطى للمعاني عن طريق التفسيرات. فمثلاً في صيغة افتراضية ، يمكن تفسير كل متغير مًفترض على أنه افتراض ملموس بحيث تعبر الصيغة الكلية عن علاقة بين هذه الافتراضات. ومع ذلك فإن تفسير الصيغة لا يكفي لاعتبارها صيغة منطقية.

## حساب القضايا
مُعادلات المنطق الافتراضي أو حساب القضايا وتُسمى أيضاً الصيغ المُقترحة [الإنجليزية] وهي تغيرات مثل {\displaystyle (A\land (B\lor C))}. يبدأ الاختيار التعسفي من المتغيرات الافتراضية في الحرف V، والأبجدية تتكون من الأحرف الموجودة في الحرف V إضافة للرموز الموجودة في الرابطة المنطقة وفي الأقوار (و) والتي من المفترض أنّها غير موجودة في الحرف V. ستكون الصيغ عبارة عن تعبيرات معينة (أي سلاسل الرموز) فوق هذه الأبجدية.
تُعرّف الصيغ بشكل استقرائي على النحو التالي:
- كل متغير مُفترض هو في حد ذاته صيغة.
- إذا كانت φ صيغة فإن ¬φ صيغة.
- إذا كانت φ و ψ صيغتين ، و • هي أي رابط ثنائي، إذن (φ • ψ) هي صيغة. هنار يمكن لـِ • أن تكون العوامل المعتادة أي ∨ أو ∧ أو → أو ↔..

يمكن كتابة هذا التعريف أيضاً على هيئة قواعد نحوية رسمية بصيغة ياكوس نور بشرط أن تكون مجموعة المتغيرات محدودة:
```
<
alpha set
>
 
::=
 p | q | r | s | t | u | ... (the arbitrary finite set of propositional variables)

<
form
>
 
::=
 
<
alpha set
>
 | ¬
<
form
>
 | (
<
form
>
∧
<
form
>
) | (
<
form
>
∨
<
form
>
) | (
<
form
>
→
<
form
>
) | (
<
form
>
↔
<
form
>
)

```

باستخدام هذه القواعد فإن تسلسل الرموز
```
(((p → q) ∧ (r → s)) ∨ (¬q ∧ ¬s))
```

يُعتبر صيغة لأنه صحيح من ناحية القواعد بينما تسلسل الرموز
```
((p → q)→(qq))p))
```

ليست صيغة لأنها لا تتوافق مع القواعد.
قد يكون من الصعب قراءة صيغة معقدة بسبب تكاثر الأقواس علكن للتخفيف ذلك يُفرض على قواعد الأسبقية (على غرار الترتيب الرياضي للعمليات الحسابية) مثلاً: افتراض الأسبقية (من الأكثر ارتباطاً إلى الأقل ارتباطاً)
1. ¬   2. →  3. ∧  4. ∨، ثم الصيغة
```
(((p → q) ∧ (r → s)) ∨ (¬q ∧ ¬s))
```

يمكن اختصاره:
```
p → q ∧ r → s ∨ ¬q ∧ ¬s
```

لكن هذا مجرد اصطلاح يستخدم لتبسيط التمثيل الكتابي للصيغة. إذا فُرضت الأسبقية على أنها ترابطية من اليسار إلى اليمين (مثلاً) ، بالترتيب التالي: 1. ¬   2. ∧  3. ∨  4. → فستُكتب الصيغة مرّة جديدة (بدون أقواس) على النحو التالي
```
(p → (q ∧ r)) → (s ∨ ((¬q) ∧ (¬s)))
```

## قراءة معمقة
- Allen، Layman E. (1965)، "Toward Autotelic Learning of Mathematical Logic by the WFF 'N PROOF Games"، Mathematical Learning: Report of a Conference Sponsored by the Committee on Intellective Processes Research of the Social Science Research Council، Monographs of the Society for Research in Child Development، ج. 30، ص. 29–41
- Boolos، George؛ Burgess، John؛ Jeffrey، Richard (2002)، Computability and Logic (ط. 4th)، مطبعة جامعة كامبريدج، ISBN:978-0-521-00758-0
- Ehrenberg، Rachel (Spring 2002). "He's Positively Logical". Michigan Today. University of Michigan. مؤرشف من الأصل في 2009-02-08. اطلع عليه بتاريخ 2007-08-19.
- Enderton، Herbert (2001)، A mathematical introduction to logic (ط. 2nd)، Boston, MA: Academic Press، ISBN:978-0-12-238452-3
- Gamut، L.T.F. (1990)، Logic, Language, and Meaning, Volume 1: Introduction to Logic، University Of Chicago Press، ISBN:0-226-28085-3
- Hodges، Wilfrid (2001)، "Classical Logic I: First-Order Logic"، في Goble، Lou (المحرر)، The Blackwell Guide to Philosophical Logic، Blackwell، ISBN:978-0-631-20692-7، مؤرشف من الأصل في 2020-10-03
- Hofstadter، Douglas (1980)، Gödel, Escher, Bach: An Eternal Golden Braid، دار بنجوين للنشر، ISBN:978-0-14-005579-5
- Kleene، Stephen Cole (2002) [1967]، Mathematical logic، New York: Dover Publications، ISBN:978-0-486-42533-7، MR:1950307
- Rautenberg، Wolfgang (2010)، A Concise Introduction to Mathematical Logic (ط. 3rd)، نيويورك: شبغنكا، DOI:10.1007/978-1-4419-1221-3، ISBN:978-1-4419-1220-6